# Whispers in the Dark (film)
Whispers in the Dark is een erotische thriller uit 1992 geschreven en geregisseerd door Christopher Crowe.

## Verhaal
Ann Heck is psychiater in Manhattan en begint een relatie met voormalig Air Force-piloot Doug McDowell. Twee van haar patiënten zijn Eve Abergray en Johnny. Eve heeft sadomasochistische seksuele betrekkingen met een man. Later ontdekt Ann dat Doug de man is met wie Eve deze betrekkingen heeft en ze vraagt haar om een andere psychiater te zoeken.
Enige tijd later vindt Ann Eve opgehangen aan een dakspant. Detective Morgenstern, die de zaak onderzoekt, stelt vast dat ze is gestorven aan een schedelbreuk en is er sprake van moord. Volgens hem is Johnny wellicht de dader want hij is een gekende crimineel die in het verleden meerdere vrouwen gewelddadig heeft aangevallen. Wanneer Johnny hier lucht van krijgt, breekt hij bij Ann binnen, bindt en knevelt haar en is van mening dat ze samen met Morgenstern hem er willen inluizen. Daarop wil Johnny zelfmoord plegen, maar Morgenstern komt op dat ogenblik binnen en zegt dat hij een alibi heeft gevonden. Doch Johnny valt per ongeluk van de richel en sterft.
Later verdenkt Morgenstern dat Doug de moordenaar is, maar dat wil Ann niet aannemen. Ann spreekt af met Doug in een vliegtuigloods en vindt daar het dode lichaam van Morgenstern. Doug beweert de man daar ook zo gevonden te hebben. Ann loopt weg, Doug achtervolgt haar, maar wordt geraakt door een auto en wordt zwaargewond afgevoerd.
Ann gaat naar Sarah en Leo, twee van haar voormalige leraars aan de universiteit, in Cape Cod. Ann vindt er bandopnames waarop Leo verklaart geobsedeerd te zijn van Ann. Leo bekent dat hij Eve en Morgenstern heeft vermoord. Op het strand steekt Leo een paalhaak in haar been en tracht haar te verdrinken. Ann geraakt in bezit van de paalhaak en vermoordt hem.
In de eindscène is Ann met Doug in de vliegloods en start met vlieglessen.

## Rolverdeling
| Acteur             | Personage     |
| ------------------ | ------------- |
| Annabella Sciorra  | Ann Hecker    |
| Jamey Sheridan     | Doug McDowell |
| Anthony LaPaglia   | Morgenstern   |
| Jill Clayburgh     | Sarah Green   |
| John Leguizamo     | Johnny        |
| Deborah Unger      | Eve Abergray  |
| Alan Alda          | Leo Green     |
| Anthony Heald      | Paul          |
| Jacqueline Brookes | Mrs. McDowell |
| Gene Canfield      | Billy O'Meara |

## Nominatie
| Westrijd                     | Categorie   | Ontvanger(s) | Resultaat   | Ref.  |
| ---------------------------- | ----------- | ------------ | ----------- | ----- |
| Golden Raspberry Awards 1992 | Worst actor | Alan Alda    | Genomineerd | [ 1 ] |